# Lijst van Belgische adelsverheffingen 1970
Personen die in 1970 in de Belgische adel werden opgenomen of een adellijke titel verwierven.

## Burggraaf
- Jonkheer Philippe le Hardy de Beaulieu (1921-1999), de titel burggraaf, overdraagbaar bij eerstgeboorte.
- Jonkheer Jean-Pierre le Hardy de Beaulieu (1926- ), de titel burggraaf, overdraagbaar bij eerstgeboorte.
- Jonkheer Guy Robert le Hardy de Beaulieu (1891-1967), de titel burggraaf, overdraagbaar bij eerstgeboorte.

## Baron
- Jacques Dansette (1916- ), voorzitter directiecomité Sarma, erfelijke adel en persoonlijke titel baron.
- Jean Van Houtte, eerste minister, adelsverheffing en de titel baron, overdraagbaar bij eerstgeboorte.
- Jonkheer Thierry de la Kethulle de Ryhove (1907-1998), de persoonlijke titel baron.
- Jonkheer Albert Warnant (1931- ), de persoonlijke titel baron.

## Ridder
- Jonkheer Albert Boone (1887-1971), voorzitter rechtbank Turnhout, persoonlijke titel van ridder.
- Jonkheer Emmanuel David (1909-1983), persoonlijke titel van ridder.
- Emmanuel Gilson de Rouvreux (1910- ), erfelijke adel en persoonlijke titel van ridder.
- Gérard Thys (1920- ), erfelijke adel en de titel ridder, overdraagbaar bij eerstgeboorte.

## Jonkheer
- René de Moreau de Gerbehaye (1908- ), erfelijke adel.
- Maurice de Moreau de Gerbehaye (1912- ), erfelijke adel.